# 10186 Albéniz
10186 Albéniz è un asteroide della fascia principale. Scoperto nel 1996, presenta un'orbita caratterizzata da un semiasse maggiore pari a 2,4432970 UA e da un'eccentricità di 0,2044785, inclinata di 6,20116° rispetto all'eclittica.